# Hỏa táng

Toà nhà Trung tâm hoả táng Bình Hưng Hoà

Hỏa táng (hay được gọi không trọn nghĩa là hỏa thiêu hay thiêu) là hình thức mai táng người chết bằng cách thiêu xác để lấy tro cốt đựng trong hũ, bình hay còn gọi là tiểu. Tuỳ theo từng tôn giáo, tro sau khi hoả táng được chôn cất hoặc đem về thờ tại nhà hoặc gửi vào các nơi thờ phụng (chùa, nhà thờ, đình, miếu...).
Cũng có nơi sẽ đem rải tro ra sông, hồ, đồi, núi ,... theo nguyện ước của người quá cố.
Ở nhiều nước, sự hỏa thiêu được thực hiện trong lò hỏa táng. Trong khi một số nước khác như Nepal và Ấn Độ, họ sử dụng nhiều cách khác, như là thiêu ngoài trời open-air cremation.
hán :
hỏa : lửa
táng : thiêu , đốt ,...